# ABBA
ABBA is een Zweedse popgroep, die in 1972 in Stockholm gevormd werd door Agnetha Fältskog (zang), Björn Ulvaeus (gitaar en zang), Benny Andersson (piano en zang) en Anni-Frid Lyngstad (zang). ABBA is een van de succesvolste bands ter wereld met meer dan 200 miljoen verkochte albums (en ruim 400 miljoen platen in totaal). Het succes begon toen ABBA in 1974 het Eurovisiesongfestival won met het nummer Waterloo.
De naam ABBA is een acroniem, bestaande uit de eerste letters van de voornamen van de leden. Op de platenhoezen staat de eerste B vaak in spiegelbeeld. Dit beeldmerk werd in 1976 voor het eerst toegepast op de hoes van de single Dancing Queen, en is ontworpen door Rune Söderqvist. Door de B's naar de A's te keren wilde Söderqvist ook benadrukken dat ABBA uit twee stellen bestaat.
Stig Anderson was in de jaren 70 en 80 de manager van de groep. In 1983 laste ABBA een pauze in, die leidde tot het uiteenvallen van de formatie. In april 2018 nam ABBA twee nummers op: I Still Have Faith in You en Don't Shut Me Down. Deze werden op 2 september 2021 uitgebracht. Ook werden er die dag een hologramconcertreeks voor 2022 en een nieuw album, genaamd Voyage aangekondigd. Het album kwam op 5 november 2021 uit.

## Voorgeschiedenis
Anni-Frid "Frida" Lyngstad zong al in haar tienerjaren bij een dansorkest en een bigband. Vanaf haar negentiende trad ze op met haar eigen groepje The Anni-Frid Four. In 1967 won Lyngstad met het liedje En ledig dag (een vrije dag) de grote Zweedse talentenjacht New Faces waarmee ze een nationale bekendheid werd. In 1969 nam ze deel aan het Melodifestivalen, waar ze haar latere EMI-producer en echtgenoot Benny Andersson leerde kennen. In 1971 scoorde ze met de single Min egen stad (mijn eigen stad) haar eerste nummer 1-hit in de Zweedse hitparade.
Benny Andersson was in de jaren 1960 lid van de Zweedse rockband The Hep Stars. Deze groep beleefde tussen 1964 en 1969 in Zweden zijn hoogtepunt en werd gevormd naar het voorbeeld van onder andere Herman's Hermits, The Beatles en The Rolling Stones.
Björn Ulvaeus was lid van de Hootenanny Singers. Deze groep had een rustiger geluid dan The Hep Stars en maakte skifflemuziek. Af en toe kruisten de wegen van beide groepen elkaar en dat leidde ertoe dat hij samen met Andersson enkele liedjes schreef.
Agnetha Fältskog, het jongste lid van ABBA, was in haar tienerjaren al bekend. Ze behoorde al tot de populairste artiesten in haar vaderland voordat ABBA bestond. Ze speelde bijvoorbeeld de rol van Maria Magdalena in de Zweedse versie van de musical Jesus Christ Superstar. Ook schreef Fältskog zelf muziek. Ze bracht in Scandinavië vele hitsingles en zes succesvolle soloalbums uit. Ook probeerde ze in Duitsland door te breken. Ze bracht er met haar verloofde Dieter Zimmerman enkele Duitstalige singles uit. Tot een doorbraak in Duitsland kwam het niet en na enige tijd werd de verloving verbroken. Tijdens de opname van een tv-show ontmoette zij Ulvaeus, toen een van de Hootenanny Singers.

## Prille begin van de band
Begin 1970 waren Andersson en Ulvaeus druk bezig met het opnemen van het album Lycka (geluk), hun eerste gezamenlijke elpee die in september verscheen en waaraan ook Fältskog en Lyngstad als achtergrondzangeressen meewerkten. Het album bevatte originele liedjes die door henzelf werden gezongen. Ulvaeus en Fältskog waren intussen een relatie begonnen. Fältskog was op dat moment al een gevierde ster in Zweden. Na een gezamenlijke vakantie op Cyprus in april 1970 besloten de twee koppels om samen op te treden in een variété-show op tv. Onder de naam Festfolket (wat zowel feestvierders als verloofden betekent) brachten ze sketches en imiteerden ze bestaande liedjes. Hun optreden werd maar lauw onthaald, al was er toch een liedje dat erboven uitstak: de single Hej gamle man werd wel een hit en haalde op 1 november 1970 de nummer 1-positie in de Zweedse Svensktoppen (hitparade). Het was meteen de eerste hit van het duo Björn & Benny waarin ook Fältskog en Lyngstad duidelijk te horen zijn.
Op 6 juli 1971 traden Fältskog en Ulvaeus onder massale belangstelling in het huwelijk. Het groots opgezette society-huwelijk kon rekenen op een uitvoerige verslaggeving door de Zweedse media. De feestvreugde werd evenwel overschaduwd door het overlijden, op dezelfde dag, van Bengt Bernhag. Bernhag was de mede-oprichter, vennoot en producer van Stig Andersons platenmaatschappij Polar Music. Hij was ook de ontdekker van Ulvaeus toen die nog voor de West Bay Singers optrad. In de herfst van 1971 werd met Stig Anderson contractueel overeengekomen dat Bernhags plaats als producer voortaan werd ingenomen door Andersson en Ulvaeus die meteen ook als vaste songwriters bij Polar aan de slag konden. De heren maakten van de gelegenheid gebruik om ook hun partners Fältskog en Lyngstad als achtergrondvocalen in de groep te introduceren. Hiermee werden zowel de juridische als de muzikale fundamenten voor het latere ABBA-succes gelegd.
In maart 1972 verscheen met She's My Kind of Girl de eerste gezamenlijke single van het duo Björn en Benny. Het nummer werd al in 1969 geschreven als soundtrack voor de softpornofilm Nagon att älska (iemand om van te houden; Engelse titel The Seduction of Inga, Nederlandse titel Inga doet wat zij niet laten kan) die uitkwam in 1971. Het lied werd totaal onverwacht een nummer 1-hit in Japan met 500.000 verkochte exemplaren en was daarmee hun eerste buitenlandse succes. Het was voor Ulvaeus en Andersson de aanzet om, ambitieus als ze waren, Engelstalige popsongs op te nemen en te experimenteren met nieuwe arrangementen en geluiden. Resultaat was de single People Need Love dat uitkwam in de zomer van 1972. Omdat nu ook de dames manifest te horen waren, werd besloten om de single uit te brengen onder de naam Björn & Benny, Agnetha & Anni-Frid. Het liedje werd een bescheiden hit in Zweden, maar in Amerika bereikte het ondanks een mank lopende distributie en nagenoeg onbestaande promotie door het bescheiden Playboy Records toch voor het eerst de officiële hitparades. Gesterkt door dit relatieve succes besloten de vier om de ingeslagen weg verder te zetten. In september 1972 doken ze in Stockholm opnieuw de studio in om de single Nina, Pretty Ballerina' op te nemen.

## ABBA, de naam, de sound

### De ABBA-sound
Vastberaden om met het viertal een internationale doorbraak te forceren, besloot manager Stig Anderson om voor de derde maal deel te nemen aan de Zweedse preselectie voor het Eurovisiesongfestival van 1973. Ditmaal zou de single Ring Ring voor een overwinning op het Melodifestivalen moeten zorgen. De bedoeling was om een modern, hip popnummer te maken dat tegenin de traditionele songfestivalliedjes van toen ging. Terwijl Andersson en Ulvaeus zich bezighielden met het componeren van de muziek schreef Stig Anderson een Zweedse tekst bij. Om het liedje een meer internationale uitstraling te geven werd aan Neil Sedaka en Phil Cody gevraagd om een Engelstalige versie van de tekst te maken. Op 10 januari 1973 werd het nummer opgenomen in de Metronome Studio in Stockholm. Geluidstechnicus was Michael B. Tretow die op dat moment helemaal in de ban was van de Amerikaanse muziekproducer Phil Spector. Spector is de uitvinder van de zogenaamde wall of sound, een opnametechniek waardoor liedjes voller en grootser (bombastischer) gingen klinken, alsof de zangers worden begeleid door een symfonieorkest. Spector gebruikte hiervoor een legertje aan muzikanten die in de studio op hetzelfde moment dezelfde instrumenten bespeelden. Aangezien dit voor Polar Music veel te duur was, experimenteerde Tretow door meerdere opnames met dezelfde instrumenten te maken, deze samen te voegen en zo toch de suggestie van een orkestgeluid te creëren. Het spoor waarop de stemmen stonden, werd iets versneld, waardoor deze hoger klinken dan op de oorspronkelijke opname. Door deze technieken van overdubbing ('double tracking') en meersporenopname ontstond de typische ABBA-sound.
Velen verwachtten dat Ring Ring in de voorronde de overwinning ging behalen, maar het werd de derde plaats. Björn & Benny, Agnetha & Anni-Frid moesten het afleggen tegen het duo Malta, dat in Luxemburg als Nova & The Dolls de Zweedse kleuren mocht verdedigen. Ondanks de zware ontgoocheling werd de single toch een commercieel succes. Zowel in Zweden en Noorwegen als in enkele andere Europese landen werd het nummer snel een hit. In België en Nederland werd de single op de radio grijs gedraaid, en zelfs in Zuid-Afrika behaalde het de derde plaats. Alleen in Engeland sloeg het liedje niet aan. In maart 1973 werd de elpee Ring Ring uitgebracht. Het televisiedebuut in Nederland maakte ABBA op 8 juni 1973 in het popprogramma Popzien. Profiterend van het succes van de single ging de groep in de zomer van dat jaar op tournee in hun thuisland. Omwille van het prille moederschap van Fältskog, in februari bevallen van dochter Linda, besloten ze alleen in de weekenden op te treden.

### Acroniem als groepsnaam
Intussen was manager Anderson de lange en onwelluidende groepsnaam zo beu dat hij op zoek ging naar een nieuwe naam die ook internationaal zou aanslaan. Hij kwam op het idee om de namen van de groepsleden af te korten en op een kladpapiertje de beginletters spelenderwijs om te vormen tot het acroniem ABBA. Als publiciteitsstunt organiseerde Anderson pro forma nog een wedstrijd door in een lokale krant in Göteborg het publiek over te halen een geschikte naam in te zenden. Allerlei exotische namen, gaande van Baba over Fabb tot Alibaba, passeerden de revue, maar geen enkele werd behouden. In de zomer van 1973 kondigden de vier en hun manager officieel aan voortaan als ABBA door het leven te gaan. Er was een visverwerkingsbedrijf met dezelfde naam, maar omdat dit enkel in Zweden bekend was, kwam men al snel tot een akkoord. De naam is voor het eerst terug te vinden op een papier van de Metronome Studio in Stockholm op 16 oktober 1973 waar de naam Björn & Benny, Agnetha & Frida is doorgekruist en er boven in grote letters ABBA staat.
Toen Andersson tijdens een fotoshoot voor de grap de letter B omdraaide, ontstond het idee om er een logo mee te vormen. Vanaf 1976 waren de naam en het ABBA-logo, met gespiegelde B, een geregistreerd handelsmerk voor promotiemateriaal en gadgets.

## De gouden jaren

### Internationale doorbraak
Zinnend op revanche voor hun gemiste selectie van het jaar voordien, nam de band onder de nieuwe naam ABBA in 1974 opnieuw deel aan het Melodifestivalen. Ditmaal werd het kwartet wel goed genoeg geacht om Zweden in Europa te vertegenwoordigen. Om te breken met de typische, ietwat oubollige dramatische ballade-traditie van het Eurovisiesongfestival, werd gekozen voor het door Ulvaeus en Andersson geschreven uptempo-nummer Waterloo. In het liedje, dat oorspronkelijk Honey Pie heette, wordt de overgave van Napoleon tijdens de slag bij Waterloo vergeleken met de passionele overgave van een meisje aan haar geliefde. Sommige journalisten in Zweden vonden het onverantwoord om een dergelijk vrolijk liedje te zingen over een gruwelijke, bloedige veldslag. Dat ABBA, sinds een recente reglementswijziging, hun nummer niet alleen in hun landstaal, maar ook in het Engels mocht brengen, was een bijkomende troef.
Volledig in de sfeer van de toen in de popmuziek heersende glamrockscene, inclusief de obligate, kitscherige glitterkostuums, plateauzolen en stergitaren, brachten ze op 6 april 1974 hun later wereldberoemde versie van Waterloo. Met het swingende ritme, de catchy melodie, de samenzang van twee charmante jongedames, de bescheiden maar voor die tijd ongewone danspasjes, en uiteraard hun frivole outfit maakten de vier meteen indruk op pers, publiek en juryleden. ABBA behaalde in Brighton dan ook de overwinning en gaf de zestien andere landen het nakijken. In mum van tijd werd Waterloo een nummer 1-hit, niet alleen in de Scandinavische landen, maar ook in België, West-Duitsland, Zwitserland en Zuid-Afrika. Zelfs in de Angelsaksische landen, en zeker in Engeland, scoorde het nummer uitstekend. En met een zesde plaats in de Billboard Hot 100, brak ABBA ook door in de Verenigde Staten. Van de elpee Waterloo werden naast het gelijknamige titelnummer ook Honey, Honey, Hasta Mañana en King Kong Song als single uitgebracht.
Om zo veel mogelijk lange, dure en vermoeiende vliegtuigreizen en tournees te vermijden, maar toch een zo groot mogelijk internationaal publiek te bereiken, kwam manager Anderson op het idee om, in navolging van The Beatles in de jaren 1960, de liedjes te voorzien van een film clip of promo clip, de voorloper van de latere videoclips. Anderson benaderde daarvoor de jonge maar ambitieuze filmregisseur Lasse Hallström. Hallström slaagde erin om, aanvankelijk met bescheiden middelen, van vele ABBA-singles ook een visuele attractie te maken. De kleurrijke, vaak vernieuwende filmpjes die de nummers begeleidden en waarvan Waterloo het eerste nummer was, hebben zeker bijgedragen tot de doorbraak en het succes van de groep in landen als Australië, Nieuw-Zeeland en Zuid-Afrika.

### Megasucces
In het Verenigd Koninkrijk behaalde ABBA pas een nieuwe top 10-hit met SOS van de derde elpee ABBA van 1975. Fältskog nam dit nummer ook op in een soloversie voor haar Zweedstalige album Elva kvinnor i ett hus (elf vrouwen in één huis). In de tussentijd scoorde ABBA in diverse andere landen grote hits met nummers als Honey, Honey, So Long en I Do I Do I Do I Do I Do. Laatstgenoemde single deed het ook goed in de Verenigde Staten en bereikte daar een vijftiende plaats. Na SOS was de status van eendagsvlieg definitief verdwenen.

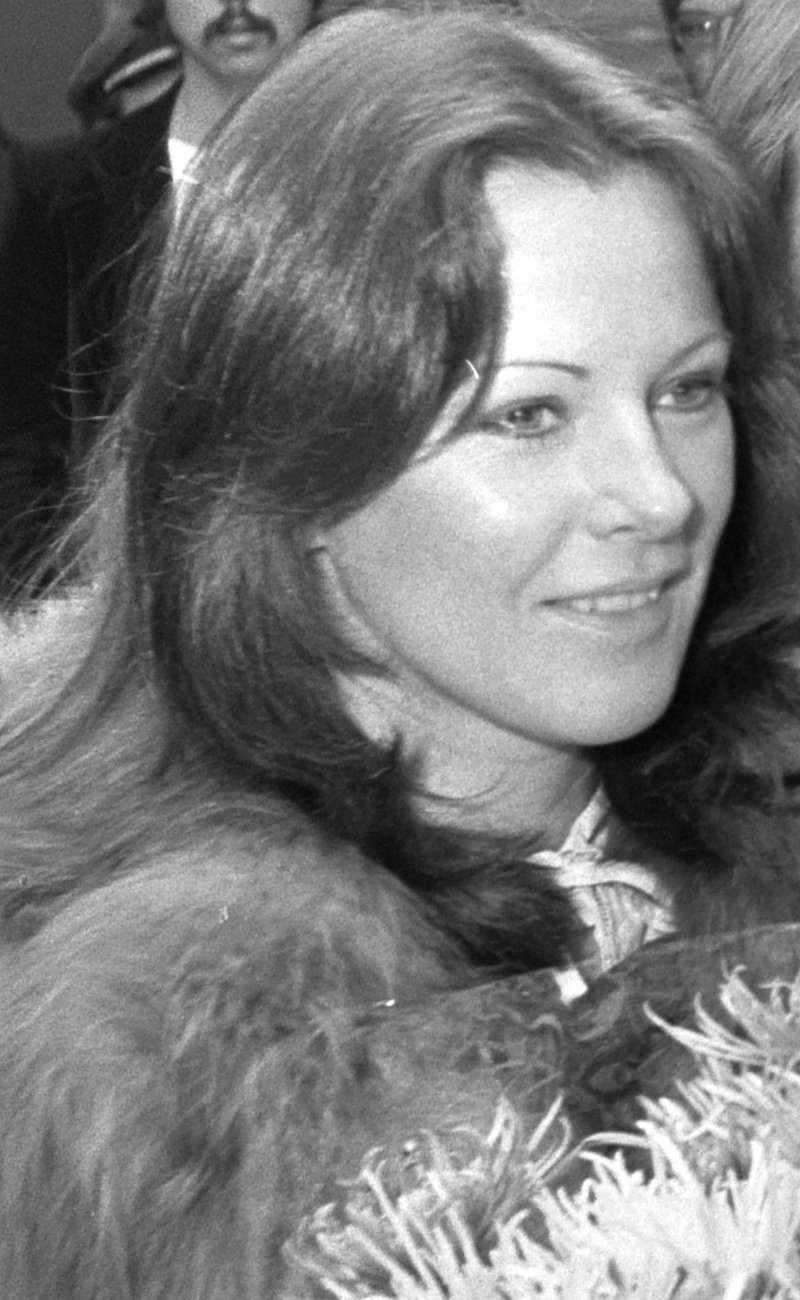
Anni-Frid Lyngstad op Schiphol in 1976

Na 1975 kwam wereldwijd succes met onder meer Mamma Mia en Fernando. Dit laatste nummer werd in eerste instantie speciaal geschreven voor Lyngstads Zweedstalige album Frida ensam. ABBA besloot echter een Engelstalige versie op te nemen. De single groeide uit tot een van ABBA's grootste hits. In Australië stond het nummer zelfs 14 weken lang op nummer 1. Intussen was een eerste Greatest Hits-album verschenen dat in Engeland na Bridge over Troubled Water van Simon & Garfunkel de bestverkochte elpee van de jaren 1970 werd. Daarna volgden Money, Money, Money, Knowing Me, Knowing You en Dancing Queen van de elpee Arrival uit 1976.
In 1976 scoorde het viertal met het euforisch klinkende Dancing Queen een wereldhit en ook hun enige nummer 1-hit in de Verenigde Staten. De single ging 8,7 miljoen keer over de toonbank en stond in vijftien landen op de eerste plaats. Zoals vele ABBA-hits ontstond Dancing Queen in het zomerhuisje van Andersson en Ulvaeus op het afgelegen eilandje Viggsö, zo'n 30 kilometer ten oosten van Stockholm. Omgeven door de rust en de schoonheid van de natuur en vergezeld door een kleine vleugelpiano en een oude gitaar vonden de heren daar de inspiratie om liedjes te schrijven en te componeren.

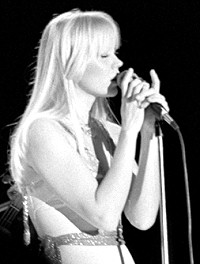
Agnetha Fältskog in Oslo in 1977

In 1977 verscheen de film ABBA: The Movie, waarin de band en de bandleden de hoofdrol speelden. De film was een verslag van de tour door Australië met daarin een verhaallijn over een dj die probeert ABBA te strikken voor een interview. De concertopnamen lieten ABBA op zijn best zien en de film liet ook zien hoe enorm populair ABBA in Australië was. Men sprak daar zelfs van een ABBA-mania. Van het vrijwel tegelijkertijd verschenen album The Album kwamen hits als Take a Chance on Me, Thank You for the Music, The Name of the Game en Eagle. Dit laatste nummer verscheen slechts in een beperkt aantal landen op single. In 1978 was ABBA uitgegroeid tot een megagroep. In mei deed ABBA een serieuze poging om ook de Verenigde Staten volledig te veroveren. ABBA reisde naar de Verenigde Staten en trad op in een special van de razend populaire Olivia Newton-John. Het offensief leek zijn vruchten af te werpen. Take a Chance on Me werd na Dancing Queen ABBA's grootste hit in de Verenigde Staten en bereikte een derde plaats. Ook The Album verkocht uitstekend en bereikte er een veertiende plaats. ABBA's Amerikaanse platenmaatschappij borduurde echter niet voort op dit succes en bracht in dat jaar geen enkele nieuwe ABBA-single uit. In 1978 verscheen er voor het eerst geen nieuwe ABBA-elpee, wel een nieuwe single, het disco-getinte Summer Night City.
Dat jaar richtten Andersson, Ulvaeus en Stig Anderson ook Polar Studios op, de modernste opnamestudio van die tijd. Het nieuws verspreidde zich en al snel stond Led Zeppelin aan de deur om hun album In Through the Out Door op te nemen.

### Echtscheidingen
1979 begon met slecht nieuws: vrijwel tegelijk met het verschijnen van de gloednieuwe single Chiquitita kondigden Fältskog en Ulvaeus hun echtscheiding aan. Fältskog wilde graag meer thuis zijn bij haar kinderen, terwijl Ulvaeus meer wilde optreden. Het werken met de groep leek er niet onder te lijden. In mei verscheen de langverwachte nieuwe elpee Voulez-Vous, die opviel door zijn dansbare en ritmische karakter. Van de elpee werden naast Chiquitita nog drie andere singles uitgebracht die alle grote hits werden: Voulez-Vous, Does Your Mother Know en I Have a Dream. Op 13 september startte ABBA's tweede en laatste grote tournee. Deze keer werden voor het eerst ook de Verenigde Staten aangedaan. Het Amerikaanse publiek reageerde enthousiast op de groep, maar het was merkbaar dat ABBA daar nog niet zo'n gevestigde naam was als in de rest van wereld. Anders dan in andere landen werd niet iedere nieuwe ABBA-single automatisch een top 10-hit. De single Voulez-Vous/Angeleyes, die in de Verenigde Staten tijdens de tournee werd uitgebracht, kwam bijvoorbeeld niet hoger dan een 64e plaats. In Europa verscheen tijdens de tournee de nieuwe single Gimme! Gimme! Gimme! (A Man After Midnight) en ook het tweede verzamelalbum Greatest Hits Vol. 2.
In januari 1980 werd de laatste hand gelegd aan het volledig Spaanstalige album Gracias por la música, dat in mei in enkele landen verscheen. Deze elpee werd onverwacht ook in Japan een groot succes. In maart van dat jaar reisde ABBA naar Japan voor enkele concerten, die uiteindelijk ABBA's allerlaatste bleken te zijn. In de zomer verscheen de nieuwe single The Winner Takes It All, die leek te verwijzen naar de scheiding tussen Fältskog en Ulvaeus. In Ulvaeus' eigen woorden: "het is bijzonder dat ik het nummer geschreven heb en dat Agnetha de woorden en het gevoel overbracht met haar zang". In november werd de nieuwe elpee Super Trouper en de single Super Trouper uitgebracht. Zowel de elpee als de single stonden binnen de kortste keren weer bovenaan de hitlijsten.
In februari 1981 kondigden Lyngstad en Andersson, het andere ABBA-paar, volkomen onverwacht hun echtscheiding aan. Er werd druk gespeculeerd of ABBA een tweede echtscheiding zou kunnen overleven, maar de groep benadrukte dat dit geen gevolgen had voor de samenwerking. Al snel bleek dat het moeilijk was een geschikte nieuwe single uit te brengen. In de zomer verscheen nog wel een speciale 12 inch van Lay All Your Love on Me, een nummer van de elpee Super Trouper, maar de rest van het jaar was het op platengebied stil rond ABBA. Pas in december verscheen de gloednieuwe ABBA-single One of Us, vrijwel tegelijk met de nieuwe elpee The Visitors. Zowel de clip als de tekst van One of Us waren een totale stijlbreuk met de tot dan vrolijke ABBA-sound en imago. De privéproblemen bij de ABBA-leden leken ook te worden weerspiegeld in de nummers op de nieuwe elpee. De elpee was veel serieuzer en melancholischer van aard dan voorheen, met songs over Russische dissidenten, het verstrijken van de tijd en relaties die tot een einde komen. Op de elpee stonden voor het eerst ook veel minder mogelijke singlekandidaten. In de meeste landen werd als opvolger Head over Heels uitgebracht, maar deze single werd slechts in een klein aantal landen, waaronder Nederland, een hit.

## Einde van de groep

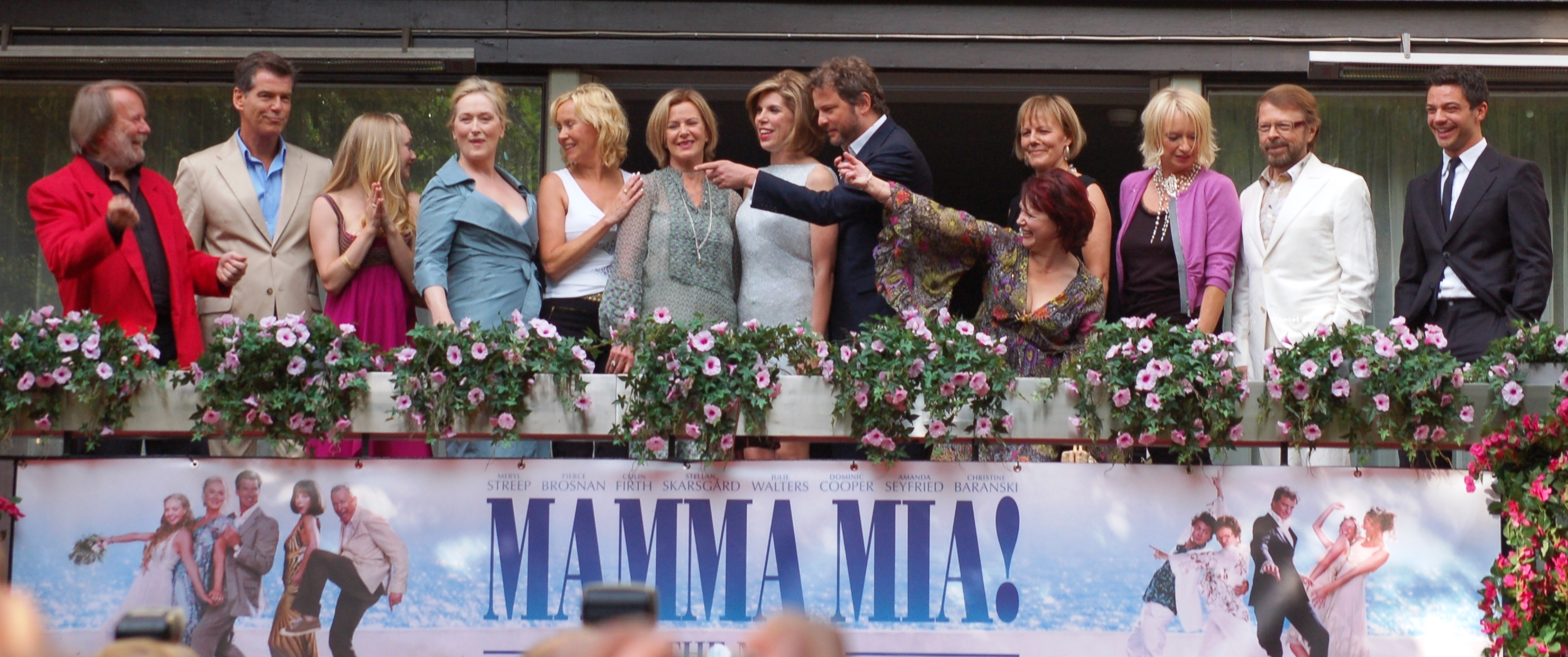
De leden van ABBA in 2008 bij de première van de film Mamma Mia!

Begin 1982 waren er nog plannen om een geheel nieuwe ABBA-elpee uit te brengen. In mei ging de groep de studio in en nam drie nieuwe nummers op. Een creatieve crisis leek zich aan te dienen, want geen van deze nummers werd door ABBA goed genoeg bevonden om op dat moment uit te brengen. De plannen voor een nieuwe elpee werden daarom al snel terzijde geschoven. In plaats daarvan werd gekozen voor een dubbel verzamelalbum met daarop alle grote ABBA-hits uit de voorgaande tien jaar en twee nieuwe singles. In augustus 1982 ging de band opnieuw de studio in om drie nieuwe nummers op te nemen. Twee daarvan werden uitgebracht als single. De eerste, The Day Before You Came, verscheen in oktober en werd in verschillende Europese landen, met uitzondering van Engeland, een grote hit. De tweede single, Under Attack, verscheen in december en wist alleen in Nederland en België de top 5 te bereiken. De in november verschenen elpee The Singles: The First Ten Years deed het daarentegen wel goed in de internationale lijsten. Met dit wereldwijd nummer 1-album sloot ABBA zijn bestaan af.
ABBA's laatste publieke optredens, voor de revival, dateren van 6 november en 11 december 1982 toen de groep naar aanleiding van hun tienjarig bestaan bij de BBC One te gast was in The Late, Late Breakfast Show van presentator Noel Edmonds. In 1983 laste de groep een rustperiode in die uiteindelijk definitief bleek te zijn. Ter gelegenheid van Stig Andersons verjaardag op 16 januari 1986 verzamelden de groepsleden zich nog wel in een Zweedse opnamestudio om samen Andersons oude folkhit Tivedshambo te zingen.
De ABBA-leden leken ook muzikaal uit elkaar te zijn gegroeid. Andersson en Ulvaeus wilden zich toeleggen op het schrijven van een musical, terwijl Fältskog en Lyngstad geïnteresseerd waren in een internationale solocarrière. In de jaren daarna gaven de ABBA-leden enkele malen aan niets tegen het opnemen van een nieuwe ABBA-elpee te hebben, maar het kwam er niet meer van.

## Comeback
Op 26 augustus 2021 werden fans van ABBA wereldwijd op scherp gezet omdat de groep die dag geheimzinnig gestalte gaf aan een langverwachte comeback. Op 2 september volgde een livestream op YouTube waarin een comeback daadwerkelijk bevestigd werd. ABBA maakte bekend een nieuw album gemaakt te hebben met de titel Voyage. De release ervan was op 5 november 2021 en is het eerste album voor de groep in veertig jaar. Voyage is tevens de naam van een reeks concerten die vanaf 27 mei 2022 in Londen plaatsvonden. Hierbij traden de originele ABBA-leden (die allemaal de leeftijd van in de 70 hebben) niet zelf op, maar werd er gebruik gemaakt van hologrammen. De concerten vonden plaats in de speciaal gebouwde ABBA Arena in het Queen Elizabeth Olympic Park in de Britse hoofdstad. Tijdens de livestream van 2 september werden meteen ook twee nieuwe liedjes vrijgegeven: I Still Have Faith In You en Don’t Shut Me Down. Deze waren oorspronkelijk voor 2018 gepland, maar werden diverse keren opgeschoven.

## Solocarrières

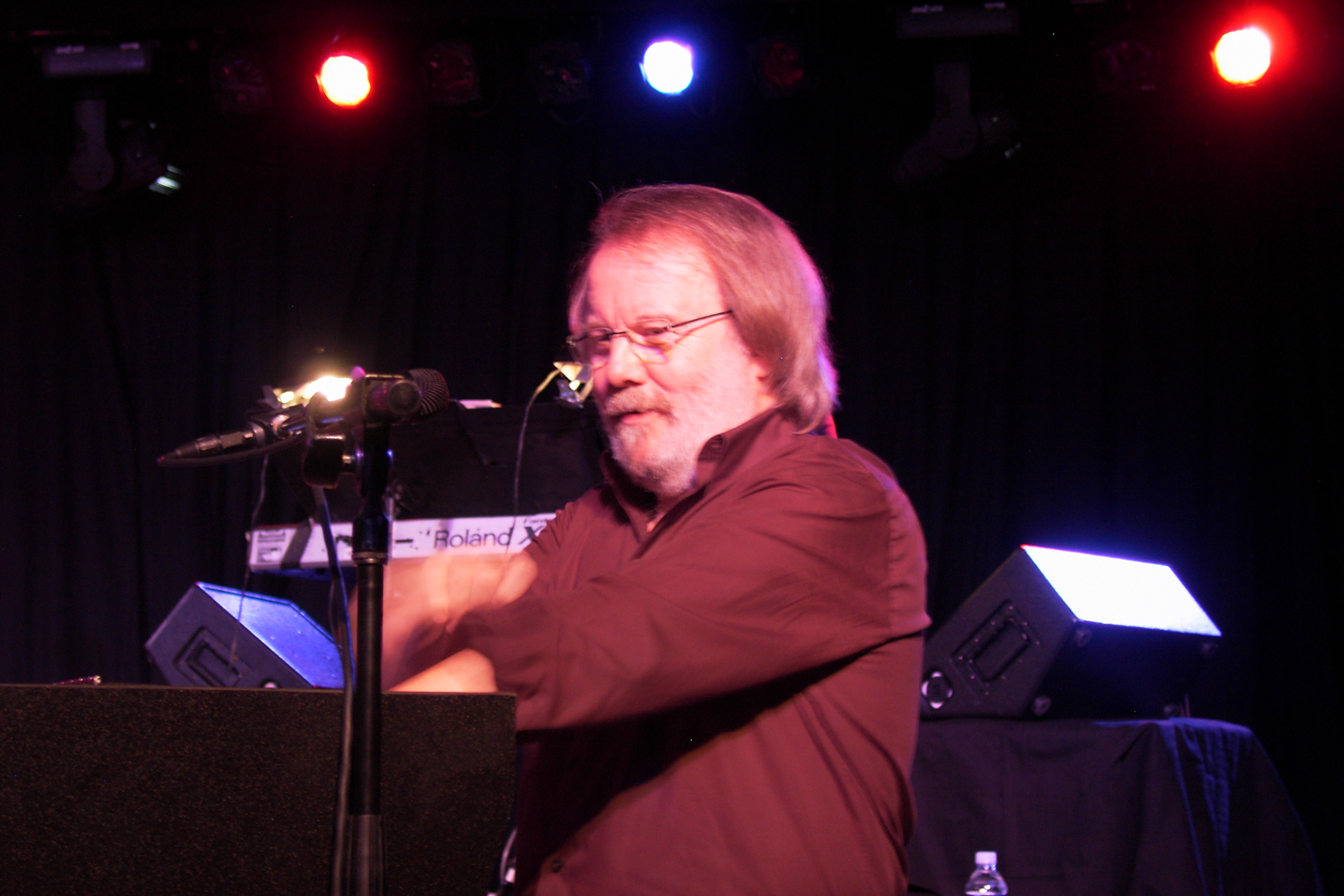
Benny Andersson in 2006

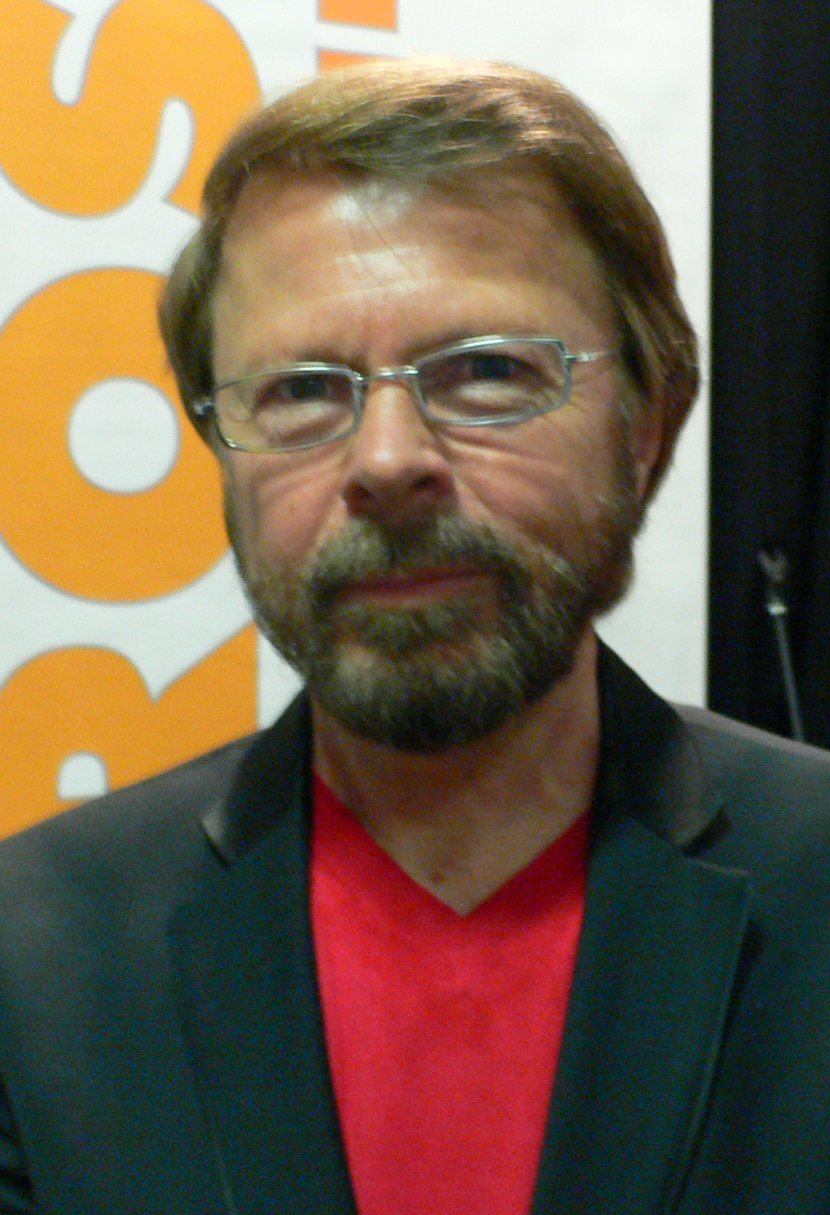
Björn Ulveaus in 2007

### Ulvaeus en Andersson
Nadat ABBA was opgehouden als groep te bestaan, legden Ulvaeus en Andersson zich gezamenlijk toe op het componeren van muziek voor musicals. Een van de eerste was Chess (1984), waarvoor Tim Rice samen met Ulvaeus de tekst schreef. Chess draaide drie jaar lang in Londen en in 1988 kwam ook een Broadway-versie uit. Deze werd echter geen succes, wat te wijten was aan een gewijzigde opzet. Ulvaeus en Andersson hadden echter een goed gevoel bij musical, wat overigens ook al tijdens de tournees van ABBA bleek. In 1999 ging de op de gelijknamige ABBA-hit gebaseerde musical Mamma Mia! in première in Londen. Het werd een groot succes, met vertalingen in vele landen. In 2006 werkten Andersson en Ulvaeus aan de Engelse versie van hun musical Kristina från Duvemåla (Kristina uit Duvemåla), die op Broadway in première moest gaan. Andersson was verder actief met zijn folkmuziekband BAO (Benny Andersson Orchestra). In 2007 verschenen er berichten in de pers dat Andersson met zijn groep een oud ABBA-nummer uit 1979, dat niet eerder op cd was verschenen, wilde opnemen en uitbrengen. Andersson en Ulvaeus gaven na Chess, Kristina en Mamma Mia! te kennen een nieuw idee te hebben voor een nieuwe musical. In april 2010 verscheen de liveregistratie van het concert van Kristina in de Carnegie Hall in New York op cd.

### Lyngstad
Fältskog en Lyngstad gingen beiden op solotournee. In 1982 bracht Lyngstad haar album Something's Going On uit, dat door Phil Collins geproduceerd werd. De elpee liet een totaal ander geluid horen dan men van ABBA gewend was. Van dit album verkocht Lyngstad ruim 1,5 miljoen exemplaren. De debuutsingle I Know There's Something Going On werd een nummer 1-hit. In de Verenigde Staten bereikte de single een dertiende plaats. Zwaar ontgoocheld na het mislukken van haar tweede Engelstalige album, Shine, geproduceerd door Steve Lillywhite, besloot zij te stoppen met haar internationale solocarrière. Sindsdien heeft ze nooit meer een Engelstalig album opgenomen. In de jaren daarna was ze wel nog te horen op albums van andere artiesten zoals Ratata met wie ze de ballade Så länge vi har varann (zolang we elkaar hebben) zong. Dit waren vooral eenmalige gastoptredens, gericht op de Zweedse markt.
Een echte solocomeback maakte Lyngstad in 1996 in Zweden met het door Anders Glenmark geproduceerde album Djupa andetag (diepe adem). Dit volledig Zweedstalige album kwam alleen in Zweden uit. Lyngstad nodigde Fältskog uit om een van de nummers op de cd als duet op te nemen, maar Fältskog weigerde. Marie Fredriksson van Roxette nam haar plaats in. De cd werd in Zweden een hit en behaalde zelfs de eerste plaats. Geen van de drie singles van het album wist echter de Zweedse top 10 te bereiken.
In 2006 verscheen er van Lyngstad een dvd met een retrospectief van haar carrière en een uitgebreid nieuw interview met Lyngstad zelf. De dvd werd ook uitgebracht in een boxset, samen met vier soloalbums van Lyngstad. Hoewel gepland was dat de dvd overal ter wereld verkrijgbaar zou zijn, verscheen hij alleen in Zweden en Nederland in de winkels. Het materiaal op de dvd was dan ook niet gericht op het grote publiek, maar vooral interessant voor echte Lyngstad-liefhebbers In 2004 nam ze het speciaal voor haar geschreven nummer The Sun Will Shine Again op van vriend en voormalig Deep Purple-toetsenist Jon Lord. Zij zong het nummer tijdens het concert van Lord in Keulen live. Ook verscheen Lyngstad samen met Lord in diverse Duitse tv-programma's om zijn album onder de aandacht te brengen. Samen met Lord en anderen was Lyngstad ook betrokken bij de organisatie van het jaarlijkse muziekevenement in Zermatt, Zermatt Unplugged. In 2011 werd bij Lord alvleesklierkanker geconstateerd, een jaar later overleed hij.
In oktober 2010 zong Lyngstad een cover van Cat Stevens' Morning Has Broken op het album Reconnection van Georg Wadenius. In 2014 nam Lyngstad samen met Dan Daniell het nummer 1865 op, dat in januari 2015 werd uitgebracht. De opbrengsten van deze single kwamen ten goede aan Lyngstads en Dan Daniells stichting Kinder in Not. Deze stichting steunt kleinere projecten ten behoeve hulp aan kinderen, bijvoorbeeld Schmetterlingskinder.

### Fältskog
In 1982 nam Fältskog met de Zweedse artiest Tomas Ledin het duet Never Again op. Deze single, die vooral bedoeld leek om de internationale carrière van Ledin een zetje te geven, werd in enkele landen, waaronder Nederland, Duitsland en België een succes. Een Spaanstalige versie wist in Chili de eerste plaats van de hitparade te bereiken. In hetzelfde jaar nam Fältskog de hoofdrol in de film Raskenstam voor haar rekening. Fältskogs solocarrière begon pas echt en veelbelovend met haar eerste internationale soloalbum Wrap Your Arms Around Me. Met de eerste single van het album The Heat Is On scoorde zij in veel Europese landen een van de grootste zomerhits van 1983. Ook de tweede single, Wrap Your Arms Around Me, deed het goed. In Amerika wist ze met de single Can't Shake Loose de top 20 van de Billboard hitlijst te bereiken. Van het album werden uiteindelijk wereldwijd meer dan 2,2 miljoen exemplaren verkocht.
Het tweede internationale album, Eyes of a Woman (1985), waarop Fältskog samenwerkte met producer Eric Stewart (ex-10cc), was met de verkoop van 700.000 exemplaren minder succesvol. In Nederland werden vier singles van het album uitgebracht, waarvan de eerste, I Won't Let You Go, door Fältskog geschreven, een hitsucces werd, zowel in Nederland als in de rest van Europa. In 1986 zong zij met Ola Håkansson het duet The Way You Are. Het nummer stond wekenlang op de eerste plaats van de Zweedse hitlijst.
In 1987 verschijnt haar derde Engelstalige album, I Stand Alone (geproduceerd door Peter Cetera van Chicago) met de Billboard-hit I Wasn't the One (Who Said Goodbye) in Amerika. Fältskog verkoopt in Scandinavië maar liefst 300.000 albums van I Stand Alone en staat acht weken op nummer 1 in Zweden. Daarbuiten doet het album het minder goed.
Vanaf 1989 lastte Fältskog een sabbatperiode in. Ze wilde zich vooral richten op haar kinderen en haar persoonlijk leven en stopte met zingen. In 1996 bracht Fältskog haar autobiografie Som jag är (zoals ik ben) uit.
In 2004 maakte ze haar echte comeback met het album My Colouring Book, een album met nummers van Fältskogs jeugdidolen zoals Petula Clark en Doris Day. Ondanks een bewust bescheiden gehouden promotiecampagne werd het album met bijna een miljoen verkochte exemplaren wereldwijd goed ontvangen. De cd bereikte in Scandinavië en verscheidene Europese landen de top 10 en in Zweden stond het wekenlang op de eerste plaats. De single If I Thought You'd Ever Change Your Mind, oorspronkelijk gezongen door Cilla Black, wist zelfs de Britse top 10 te halen in de midweek sales van mei 2004. Met deze hit scoorde Fältskog de grootste solohit na ABBA van alle vier de ABBA-leden. In de volgende jaren verschenen nog regelmatig verzamelalbums met haar grootste hits van voor en na haar ABBA-periode.
In mei 2013 verscheen na 9 jaar haar nieuwe album, A met alleen nieuw materiaal. Met name in Engeland, Duitsland, Zwitserland, Oostenrijk, Ierland, België, Denemarken, Australië en Zweden deed deze cd het erg goed en behaalde hij de status platina. In Nederland wist de cd de vierde plaats in de hitlijst te bereiken. De cd was geproduceerd door Jörgen Elofsson en Peter Nordahl en verkocht wereldwijd bijna 1 miljoen exemplaren. In november 2013 zong Fältskog tijdens een groot liefdadigheidsconcert in Londen het nummer I Should Have Followed You Home in een duet met Gary Barlow. Veertig jaar na Waterloo was zij daarmee de enige van ABBA die solo internationaal nog actief was.

## Revival
In de jaren 1980 leek ABBA grotendeels uit de schijnwerpers te zijn verdwenen. In 1992 beleefde ABBA's muziek een revival. Aanleiding was het succes van de ep Abba-esque van de Britse band Erasure. Na het opnieuw uitbrengen van de single Dancing Queen werd op 21 september 1992 de verzamel-cd ABBA Gold: Greatest Hits uitgebracht. Met zo'n 28 miljoen verkochte exemplaren wereldwijd is de cd intussen niet alleen ABBA's best verkochte album ooit, maar ook een van de best verkochte internationale popalbums aller tijden. Al snel werd de opvolger More ABBA Gold: More ABBA Hits uitgebracht en een box met vier cd's, getiteld Thank You for the Music. Deze laatste twee uitgaven bevatten zeldzaam en niet eerder uitgebracht materiaal.
Op 6 april 1999 – precies 25 jaar nadat ABBA met Waterloo het Songfestival won – ging in Londen de musical Mamma Mia! van start. Deze bevatte de nummers van ABBA, maar had een verhaal dat niet over de leden zelf ging. Hij werd overal in de wereld, in verschillende talen, opgevoerd. In 2004 wees het viertal een aanbod van 1 miljard dollar af voor een eenmalige reünietournee van 100 concerten.
Op 14 februari 2005 verschenen alle ABBA-leden voor het eerst sinds 1986 weer samen in het openbaar op de première van de musical Mamma Mia! in het Cirkus-theater in Stockholm. Bij het stoppen van de musical in 2007 waren Fältskog, Andersson en Ulvaeus in Stockholm aanwezig. Na afloop zong Fältskog live met collega Tommy Körberg het duet True Love met Andersson op de piano. Tijdens een 2,5 uur durende live-uitzending op 22 oktober 2005 ter gelegenheid van het 50-jarig bestaan van het Eurovisiesongfestival kozen kijkers uit heel Europa Waterloo tot het beste songfestivallied aller tijden. Geen van de leden haalde de prijs persoonlijk op.
Op 4 juli 2008 kwamen alle ABBA-leden voor de tweede maal weer samen in het openbaar, ditmaal bij de première van de film Mamma Mia! in Stockholm, waar Lyngstad en Fältskog samen een dansje maakten met Meryl Streep. De vier verschenen samen met de acteurs op het balkon van het hotel waar de première plaatsvond en werden door het publiek toegejuicht. Tijdens het feest na de première beklemtoonden ze dat er van een reünie geen sprake kon zijn. Het viertal wilde naar eigen zeggen geen coverband van zichzelf worden.
In januari 2009 namen Fältskog en Lyngstad samen in Stockholm de Rockbjörnen lifetime achievement-prijs in ontvangst. Beiden maakten in interviews naar aanleiding van deze gebeurtenis nog eens duidelijk dat er van ruzie of onenigheid tussen hen nooit sprake was geweest en dat zij elkaar juist altijd gesteund hebben. In januari 2010 werd in Londen de Abbaworld Exhibition geopend. Ulvaeus en Lyngstad woonden deze opening bij. Op 15 maart 2010 werd ABBA, in aanwezigheid van Andersson en Lyngstad, opgenomen in de prestigieuze Rock and Roll Hall of Fame. Faith Hill zong The Winner Takes It All, hierbij begeleid door Andersson op de piano. In juni openden Fältskog en Andersson Abbaworld in Australië via een videoboodschap. Op 15 oktober 2010 verschenen Fältskog en Ulvaeus samen op de première van Mamma Mia! in Kopenhagen.
In de herfst van 2012 werden bij Madame Tussauds in Londen ook wassen beelden van Lyngstad, Ulvaeus, Andersson en Fältskog onthuld.
In mei 2013 werd in Stockholm, in aanwezigheid van Andersson, Lynstad en Ullvaeus, ABBA The Museum geopend. Het werd ondergebracht in een pand samen met de Swedish Music Hall of Fame. Fältskog vertoefde op dat moment in Londen om haar nieuwe album te promoten. Ook werd bekendgemaakt dat in Engeland van het verzamelalbum ABBA Gold: Greatest Hits 5,1 miljoen exemplaren waren verkocht. Het was hiermee de op een na bestverkochte cd in Engeland, na Queen.
6 april 2014 was de veertigste verjaardag van de ABBA-overwinning op het Eurovisiesongfestival. Om het jubileum te vieren, stelde het ABBA-museum in Stockholm een speciaal koor samen dat die dag samen met Andersson een uitgebreid optreden gaf. De dag erna organiseerde de uitgever van ABBA: Het officiële fotoboek een feest in het modernekunstmuseum Tate Modern in Londen. Lyngstad en Ulvaeus namen de eerste twee exemplaren van het fotoboek in ontvangst. In september 2014 verscheen het album Live at Wembley Arena. Dit album is een registratie van een van de vijf concerten die ABBA in november 1979 gaf in Londen.
De bandleden van ABBA verschenen op 20 januari 2016 voor het eerst sinds acht jaar weer samen in het openbaar bij de opening van een eigen Grieks restaurant van Ulvaeus in Stockholm.
In juni 2016 vierden Ulvaeus en Andersson het feit dat zij elkaar 50 jaar geleden hadden ontmoet en hun samenwerking begon. Tal van artiesten met wie zij door de loop der jaren heen hebben samengewerkt woonden dit feest bij, waaronder ook Fältskog en Lyngstad. De dames traden deze avond zelfs samen op en brachten het ABBA-nummer The Way Old Friends Do ten gehore. Dit nummer werd tijdens hun wereldtournee in 1979 altijd ter afsluiting van concerten gespeeld.
In april 2018 nam ABBA voor het eerst sinds 1982 weer nieuwe nummers op. De twee nieuwe nummers, die op 2 september 2021 uitkwamen, gelijk met de aankondiging dat er zelfs een volledig nieuw album zou komen, heetten I Still Have Faith in You, een melancholisch nummer, en Don't Shut Me Down, meer up-tempo. De nummers vloeiden voort uit de samenwerking tussen de leden aan een project waarin zij gingen optreden als digitale avatars, genaamd ABBAtars, hologrammen van de jonge bandleden.
In augustus 2018, 10 jaar na de film Mamma Mia!, verscheen de vervolgfilm Mamma Mia! Here We Go Again in de bioscoop.

## Invloed en navolging
De invloed van ABBA op de popmuziek is groot geweest, hun muziekstijl werd door velen gekopieerd. Al in de jaren 1970 namen veel groepen de formule over, zoals Brotherhood of Man, Guys 'n' Dolls en Champagne. Zangduo's met een blonde en een donkere dame werden gevormd. De kleding van de clip Money, Money, Money, waarbij Fältskog geheel in het wit was met parels en Lyngstad geheel in het zwart was met robijnen, werd gekopieerd door Baccara. Toen ABBA in 1979 een kinderkoor liet optreden in I Have a Dream, werd de hitparade daarna overspoeld met nummers met kinderkoortjes, bijvoorbeeld Oscar Harris met Song for the Children.
Het basisconcept voor de musical Mamma Mia! was het gebruiken van de bestaande nummers in een nieuw verhaal. Opnieuw bleek ABBA een trendsetter te zijn. Het Mamma Mia-concept werd overgenomen door de Dolly Dots, Doe Maar en Queen. De televisieserie Moeder, ik wil bij de Revue met liedjes van Wim Sonneveld is ook een uitwerking van dit concept.

## Onderscheiding
In 2024, 50 jaar na het winnen van het Eurovisie songfestival, ontvingen de leden van ABBA uit handen van de Zweedse koning Carl Gustav een hoge koninklijke onderscheiding: Commandeur der Eerste Klasse in de Orde van Vasa.  Zij kregen de onderscheiding als erkenning voor 'inspanningen voor de Zweedse en internationale muziekwereld'.

## Discografie

### Albums
| Album met eventuele hitnotering(en) in de Nederlandse Album Top 100 | Datum van verschijnen | Datum van binnenkomst | Hoogste positie | Aantal weken | Opmerkingen                |
| ------------------------------------------------------------------- | --------------------- | --------------------- | --------------- | ------------ | -------------------------- |
| Ring Ring                                                           | 26 maart 1973         | -                     | -               | -            |                            |
| Waterloo                                                            | 4 maart 1974          | -                     | -               | -            |                            |
| ABBA                                                                | 21 april 1975         | 7 juni 1975           | 3               | 13           |                            |
| The Best of ABBA                                                    | 1975                  | 30 augustus 1975      | 7               | 6            | Verzamelalbum              |
| The Very Best of ABBA                                               | 1976                  | 4 september 1976      | 11              | 24           | Verzamelalbum / Platina    |
| Arrival                                                             | 22 november 1976      | 6 november 1976       | 1(8wk)          | 33           | Goud                       |
| The Album                                                           | 12 december 1977      | 14 januari 1978       | 1(5wk)          | 37           | Platina                    |
| Voulez-Vous                                                         | 23 april 1979         | 19 mei 1979           | 1               | 49           | Platina                    |
| Greatest Hits Vol. 2                                                | 1979                  | 17 november 1979      | 2               | 26           | Verzamelalbum / Platina    |
| Super Trouper                                                       | 3 november 1980       | 22 november 1980      | 1(9wk)          | 21           | Platina                    |
| A van ABBA                                                          | 1981                  | 20 juni 1981          | 1(4wk)          | 22           | Verzamelalbum              |
| The Visitors                                                        | 30 november 1981      | 12 december 1981      | 1(6wk)          | 23           | Platina                    |
| The Singles: The First Ten Years                                    | 1982                  | 20 november 1982      | 5               | 15           | Verzamelalbum              |
| From ABBA with Love                                                 | 1984                  | 21 april 1984         | 6               | 11           | Verzamelalbum              |
| ABBA Live                                                           | 19 augustus 1986      | 18 oktober 1986       | 47              | 2            |                            |
| Love Songs                                                          | 1989                  | 28 oktober 1989       | 18              | 18           | Verzamelalbum              |
| ABBA Gold: Greatest Hits                                            | 21 september 1992     | 3 oktober 1992        | 3               | 81           | Verzamelalbum / Platina    |
| More ABBA Gold: More ABBA Hits                                      | 24 mei 1993           | 5 juni 1993           | 10              | 18           | Verzamelalbum              |
| Thank You for the Music                                             | 31 oktober 1994       | -                     |                 |              | Verzamelbox                |
| 25 jaar na Waterloo - De grootste hits in Nederland                 | 9 april 1999          | 17 april 1999         | 1(3wk)          | 51           | Verzamelalbum / 3x Platina |
| 25 jaar na Waterloo 2                                               | 1 oktober 1999        | 2 oktober 1999        | 7               | 23           | Verzamelalbum / Platina    |
| The Definitive Collection                                           | 5 november 2001       | 22 maart 2003         | 39              | 31           | Verzamelalbum / Goud       |
| Number Ones                                                         | 24 november 2006      | 9 december 2006       | 47              | 11           | Verzamelalbum              |
| The Albums                                                          | 24 oktober 2008       | 11 april 2009         | 37              | 6            | Verzamelbox                |
| Collected                                                           | 17 juni 2011          | 25 juni 2011          | 15              | 44           | Verzamelalbum              |
| Gold: Greatest Hits - 40th Anniversary Edition                      | 4 april 2014          | 12 april 2014         | 60              | 6            |                            |
| Live at Wembley Arena                                               | 26 september 2014     | 4 oktober 2014        | 12              | 3            |                            |
| Voyage                                                              | 5 november 2021       | 12 november 2021      | 1(2wk)          | 21           |                            |

| Album met hitnotering(en) in de Vlaamse Ultratop 200 albums | Datum van verschijnen | Datum van binnenkomst | Hoogste positie | Aantal weken | Opmerkingen                |
| ----------------------------------------------------------- | --------------------- | --------------------- | --------------- | ------------ | -------------------------- |
| Forever gold                                                | 18-10-1996            | 02-11-1996            | 33              | 6            | Verzamelalbum              |
| Love Stories                                                | 26-10-1998            | 14-11-1998            | 34              | 4            | Verzamelalbum              |
| Gold - greatest hits                                        | 21-09-1992            | 17-04-1999            | 5               | 207*         | Verzamelalbum / 7x Platina |
| The Definitive Collection                                   | 05-11-2001            | 15-12-2001            | 29              | 11           | Verzamelalbum              |
| The ABBA story                                              | 19-04-2004            | 22-05-2004            | 11(2wk)         | 12           | Verzamelalbum              |
| Number Ones                                                 | 24-11-2006            | 23-12-2006            | 80              | 4            | Verzamelalbum              |
| More ABBA gold - more ABBA hits                             | 24-05-1993            | 13-09-2008            | 78              | 5            | Verzamelalbum              |
| Collected                                                   | 17-06-2011            | 30-07-2011            | 5(2wk)          | 36           | Verzamelalbum              |
| The Visitors                                                | 30-11-1981            | 19-05-2012            | 185             | 1            | Platina                    |
| The essential collection                                    | 25-05-2012            | 15-09-2012            | 133             | 3            |                            |
| Gold : greatest hits : 40th anniversary edition             | 04-04-2014            | 19-04-2014            | 3               | 42           |                            |
| Waterloo                                                    | 04-03-1974            | 19-04-2014            | 83              | 4            |                            |
| Live at Wembley Arena                                       | 26-09-2014            | 04-10-2014            | 16              | 14           |                            |
| Gracias por la música (deluxe edition)                      | 23-06-1980            | 22-11-2014            | 106             | 1            |                            |
| 18 Hits                                                     | 01-08-2005            | 04-05-2019            | 141             | 5            | Verzamelalbum              |
| The vinyl collection                                        | 03-12-2010            | 01-08-2020            | 51              | 1            | Verzamelalbum              |
| Super Trouper                                               | 03-11-1980            | 09-01-2021            | 102             | 8            |                            |
| Voulez-Vous                                                 | 23-04-1979            | 09-01-2021            | 159             | 4            |                            |

### Singles
| Single met eventuele hitnotering(en) in de Nederlandse Top 40 | Datum van verschijnen | Datum van binnenkomst | Hoogste positie | Aantal weken | Opmerkingen |
| ------------------------------------------------------------- | --------------------- | --------------------- | --------------- | ------------ | --- |
| Ring Ring                                                     | 1973                  | 23 juni 1973          | 5               | 8            | als Björn & Benny, Agnetha & Anni Frid / nr. 5 in de Daverende 30                                                        |
| People Need Love                                              | 1973                  | 15 september 1973     | tip21           | -            | als Björn & Benny, Agnetha & Anni Frid / tip13 in de Nationale Tip 20                                                    |
| Waterloo                                                      | 1974                  | 13 april 1974         | 2               | 14           | nr. 1 (2x) in de Daverende 30                                                                                            |
| Honey, Honey                                                  | 1974                  | 21 december 1974      | 16              | 6            | nr. 17 in de Nationale Hitparade                                                                                         |
| I Do I Do I Do I Do I Do                                      | 1975                  | 22 maart 1975         | 3               | 10           | nr. 3 in de Nationale Hitparade                                                                                          |
| SOS                                                           | 1975                  | 14 juni 1975          | 2               | 10           | nr. 2 in de Nationale Hitparade / Alarmschijf                                                                            |
| Mamma Mia                                                     | 1975                  | 6 december 1975       | 13              | 7            | nr. 12 in de Nationale Hitparade                                                                                         |
| Fernando                                                      | 1976                  | 20 maart 1976         | 1(3wk)          | 12           | nr. 1 (3x) in de Nationale Hitparade                                                                                     |
| Dancing Queen                                                 | 1976                  | 14 augustus 1976      | 1(5wk)          | 15           | nr. 1 (7x) in de Nationale Hitparade / Hit van het jaar 1976 en nr. 1 in de Top 100-jaarlijst van de Nationale Hitparade |
| Money, Money, Money                                           | 1976                  | 13 november 1976      | 1(2wk)          | 12           | nr. 1 (2x) in de Nationale Hitparade / Alarmschijf                                                                       |
| Knowing Me, Knowing You                                       | 1977                  | 26 februari 1977      | 3               | 7            | nr. 2 in de Nationale Hitparade / Alarmschijf                                                                            |
| The Name of the Game                                          | 1977                  | 29 oktober 1977       | 2               | 9            | nr. 2 in de Nationale Hitparade                                                                                          |
| Take a Chance on Me                                           | 1978                  | 28 januari 1978       | 2               | 9            | nr. 2 in de Nationale Hitparade                                                                                          |
| Eagle / Thank You for the Music                               | 1978                  | 20 mei 1978           | 4               | 9            | nr. 7 in de Nationale Hitparade                                                                                          |
| Summer Night City                                             | 1978                  | 16 september 1978     | 5               | 9            | nr. 10 in de Nationale Hitparade                                                                                         |
| Chiquitita                                                    | 1979                  | 27 januari 1979       | 1(1wk)          | 13           | nr. 1 (1x) in de Nationale Hitparade / Goud                                                                              |
| Does Your Mother Know                                         | 1979                  | 12 mei 1979           | 4               | 8            | nr. 3 in de Nationale Hitparade                                                                                          |
| Voulez-Vous                                                   | 1979                  | 21 juli 1979          | 4               | 9            | nr. 3 in de Nationale Hitparade / Alarmschijf                                                                            |
| Gimme! Gimme! Gimme! (A Man After Midnight)                   | 1979                  | 27 oktober 1979       | 2               | 9            | nr. 2 in de Nationale Hitparade / Goud                                                                                   |
| I have a dream                                                | 1979                  | 15 december 1979      | 1(3wk)          | 11           | nr. 1 (1x) in de Nationale Hitparade / Goud                                                                              |
| The Winner Takes It All                                       | 1980                  | 2 augustus 1980       | 1(6wk)          | 14           | nr. 1 (5x) in de Nationale Hitparade / Alarmschijf / Hit van het jaar 1980 / Goud                                        |
| Super Trouper                                                 | 1980                  | 15 november 1980      | 1(2wk)          | 10           | nr. 1 (1x) in de Nationale Hitparade                                                                                     |
| Lay All Your Love on Me / On and on and on                    | 1980                  | -                     | -               | -            | |
| One of Us                                                     | 1981                  | 12 december 1981      | 1(2wk)          | 9            | nr. 1 (1x) in de Nationale Hitparade / Alarmschijf                                                                       |
| Head over Heels                                               | 1982                  | 20 februari 1982      | 3               | 6            | nr. 1 (1x) in de Nationale Hitparade / Alarmschijf                                                                       |
| The Day Before You Came                                       | 1982                  | 30 oktober 1982       | 3               | 7            | nr. 3 in de Nationale Hitparade / Alarmschijf                                                                            |
| Under Attack                                                  | 1982                  | 11 december 1982      | 5               | 6            | nr. 7 in de Nationale Hitparade                                                                                          |
| Thank You for the Music                                       | 1984                  | 12 mei 1984           | 38              | 3            | nr. 23 in de Nationale Hitparade                                                                                         |
| Dancing Queen                                                 | 1992                  | 26 september 1992     | 15              | 5            | nr. 24 in de Nationale Hitparade                                                                                         |
| Voulez-Vous                                                   | 1992                  | 21 november 1992      | tip16           | -            | nr. 64 in de Nationale Hitparade                                                                                         |
| Happy New Year                                                | 2000                  | -                     | -               | -            | nr. 15 in de Mega Top 100                                                                                                |
| Don't Shut Me Down                                            | 2021                  | 11 september 2021     | tip1            | -            | nr. 18 in de Single Top 100                                                                                              |
| I Still Have Faith in You                                     | 2021                  | 11 september 2021     | tip20           | -            | nr. 21 in de Single Top 100                                                                                              |
| Just A Notion                                                 | 2021                  | -                     | -               | -            | nr. 73 in Single Top 100                                                                                                 |
| Little Things                                                 | 2021                  | -                     | -               | -            | |

| Single met hitnotering(en) in de Vlaamse Ultratop 50 | Datum van verschijnen | Datum van binnenkomst | Hoogste positie | Aantal weken | Opmerkingen                                                    |
| ---------------------------------------------------- | --------------------- | --------------------- | --------------- | ------------ | -------------------------------------------------------------- |
| Ring Ring                                            | 19-02-1973            | 07-07-1973            | 2(2wk)          | 11           | als Björn + Benny + Anna + Frieda / nr. 1 in de Radio 2 Top 30 |
| Waterloo                                             | 04-03-1974            | 13-04-1974            | 1(6wk)          | 14           | nr. 1 in de Radio 2 Top 30                                     |
| Honey, Honey                                         | 14-04-1974            | 03-08-1974            | 19(4wk)         | 10           | nr. 12 in de Radio 2 Top 30                                    |
| I Do I Do I Do I Do I Do                             | 31-03-1975            | 29-03-1975            | 2               | 12           | nr. 2 in de Radio 2 Top 30                                     |
| SOS                                                  | 14-06-1975            | 05-07-1975            | 1               | 9            | nr. 1 in de Radio 2 Top 30                                     |
| Mamma Mia                                            | 19-09-1975            | 13-12-1975            | 2(2wk)          | 10           | nr. 2 in de Radio 2 Top 30                                     |
| Fernando                                             | 03-03-1976            | 13-03-1976            | 1(2wk)          | 16           | nr. 1 in de Radio 2 Top 30                                     |
| Dancing Queen                                        | 16-08-1976            | 21-08-1976            | 1(7wk)          | 22           | nr. 1 in de Radio 2 Top 30                                     |
| Money, Money, Money                                  | 02-11-1976            | 20-11-1976            | 1(4wk)          | 13           | nr. 1 in de Radio 2 Top 30                                     |
| Knowing Me, Knowing You                              | 11-02-1977            | 26-02-1977            | 2(3wk)          | 11           | nr. 2 in de Radio 2 Top 30                                     |
| The Name of the Game                                 | 17-10-1977            | 22-10-1977            | 2               | 14           | nr. 2 in de Radio 2 Top 30                                     |
| Take a Chance on Me                                  | 14-01-1978            | 04-02-1978            | 1               | 11           | nr. 1 in de Radio 2 Top 30                                     |
| Eagle / Thank You for the Music                      | 02-05-1978            | 20-05-1978            | 2               | 11           | nr. 1 in de Radio 2 Top 30                                     |
| Summer Night City                                    | 06-09-1978            | 23-09-1978            | 3               | 10           | nr. 1 in de Radio 2 Top 30                                     |
| Chiquitita                                           | 16-01-1979            | 27-01-1979            | 1(5wk)          | 16           | nr. 1 in de Radio 2 Top 30                                     |
| Does Your Mother Know                                | 27-04-1979            | 12-05-1979            | 1               | 11           | nr. 1 in de Radio 2 Top 30                                     |
| Voulez-Vous                                          | 01-07-1979            | 21-07-1979            | 1               | 13           | nr. 1 in de Radio 2 Top 30                                     |
| Gimme! Gimme! Gimme! (A Man After Midnight)          | 12-10-1979            | 27-10-1979            | 1               | 10           | nr. 1 in de Radio 2 Top 30                                     |
| I Have a Dream                                       | 07-12-1979            | 15-12-1979            | 1(4wk)          | 13           | nr. 1 in de Radio 2 Top 30                                     |
| The Winner Takes It All                              | 21-07-1980            | 02-08-1980            | 1(7wk)          | 16           | nr. 1 in de Radio 2 Top 30                                     |
| Super Trouper                                        | 03-11-1980            | 15-11-1980            | 1(3wk)          | 15           | nr. 1 in de Radio 2 Top 30                                     |
| Lay All Your Love on Me                              | 03-07-1981            | 01-08-1981            | 13              | 5            | nr. 14 in de Radio 2 Top 30                                    |
| One of Us                                            | 02-12-1981            | 19-12-1981            | 1(5wk)          | 12           | nr. 1 in de Radio 2 Top 30                                     |
| Head over Heels                                      | 04-02-1982            | 27-02-1982            | 3               | 8            | nr. 2 in de Radio 2 Top 30                                     |
| The Day Before You Came                              | 15-10-1982            | 30-10-1982            | 3(2wk)          | 10           | nr. 3 in de Radio 2 Top 30                                     |
| Under Attack                                         | 03-12-1982            | 25-12-1982            | 2               | 8            | nr. 3 in de Radio 2 Top 30                                     |
| Don't Shut Me Down                                   | 02-09-2021            | 11-09-2021            | 9               | 3            | nr. 20 in de Radio 2 Top 30                                    |
| I Still Have Faith in You                            | 02-09-2021            | 11-09-2021            | 24              | 1            | nr. 28 in de Radio 2 Top 30                                    |

### NPO Radio 2 Top 2000
| Nummers met noteringen in de NPO Radio 2 Top 2000 | '99  | '00  | '01  | '02  | '03  | '04  | '05  | '06  | '07  | '08  | '09  | '10  | '11  | '12  | '13  | '14  | '15  | '16  | '17  | '18  | '19  | '20  | '21  | '22  | '23  | '24  |
| ------------------------------------------------- | ---- | ---- | ---- | ---- | ---- | ---- | ---- | ---- | ---- | ---- | ---- | ---- | ---- | ---- | ---- | ---- | ---- | ---- | ---- | ---- | ---- | ---- | ---- | ---- | ---- | ---- |
| Angeleyes                                         | -    | -    | -    | -    | -    | -    | -    | -    | -    | -    | -    | -    | -    | -    | -    | -    | -    | -    | -    | -    | -    | -    | -    | 1024 | 1148 | 1205 |
| Chiquitita                                        | 281  | 244  | 372  | 382  | 463  | 434  | 296  | 479  | 255  | 348  | 531  | 442  | 610  | 532  | 829  | 787  | 835  | 736  | 701  | 611  | 554  | 439  | 264  | 230  | 250  | 207  |
| Dancing Queen                                     | 16   | 30   | 28   | 41   | 46   | 42   | 36   | 49   | 29   | 37   | 70   | 68   | 88   | 111  | 160  | 127  | 155  | 131  | 92   | 67   | 68   | 56   | 44   | 44   | 38   | 49   |
| Does Your Mother Know                             | 1163 | 882  | 1027 | 1051 | 1020 | 1069 | 825  | 1193 | 850  | 961  | 1128 | 981  | 1141 | 1089 | 1410 | 1262 | 1168 | 759  | 737  | 602  | 560  | 518  | 442  | 398  | 399  | 373  |
| Don't Shut Me Down                                | ×    | ×    | ×    | ×    | ×    | ×    | ×    | ×    | ×    | ×    | ×    | ×    | ×    | ×    | ×    | ×    | ×    | ×    | ×    | ×    | ×    | ×    | -    | 1288 | 1628 | 1958 |
| Eagle                                             | 174  | 114  | 90   | 94   | 89   | 129  | 100  | 135  | 89   | 104  | 162  | 165  | 194  | 208  | 282  | 243  | 348  | 375  | 299  | 385  | 325  | 393  | 324  | 337  | 338  | 333  |
| Fernando                                          | 380  | 369  | 502  | 422  | 508  | 534  | 470  | 524  | 348  | 433  | 782  | 722  | 782  | 777  | 1109 | 1101 | 1209 | 1222 | 1194 | 951  | 902  | 886  | 696  | 719  | 731  | 717  |
| Gimme! Gimme! Gimme! (A Man After Midnight)       | -    | -    | 851  | 865  | 1085 | 987  | 568  | 1019 | 768  | 839  | 1135 | 1210 | 1056 | 1022 | 1308 | 1305 | 1341 | 1049 | 982  | 560  | 427  | 329  | 194  | 150  | 173  | 154  |
| Happy New Year                                    | 138  | 382  | 349  | 503  | 426  | 320  | 417  | 402  | 225  | 330  | 552  | 552  | 619  | 643  | 815  | 771  | 911  | 851  | 894  | 892  | 758  | 722  | 658  | 601  | 542  | 463  |
| Head over Heels                                   | -    | -    | -    | -    | -    | 1495 | 1607 | 1722 | 1478 | 1766 | 1989 | -    | -    | -    | -    | -    | -    | -    | -    | -    | -    | -    | -    | -    | -    | -    |
| Honey, Honey                                      | -    | -    | -    | -    | -    | -    | 1853 | -    | -    | -    | 1903 | 1664 | 1910 | -    | -    | -    | -    | -    | -    | -    | -    | -    | -    | -    | -    | -    |
| I Do, I Do, I Do, I Do, I Do                      | -    | -    | -    | -    | -    | 1781 | 1801 | -    | 1525 | -    | -    | -    | -    | -    | -    | -    | -    | -    | -    | -    | -    | -    | -    | -    | -    | -    |
| I Have a Dream                                    | 288  | 607  | -    | 650  | 416  | 362  | 268  | 395  | 198  | 309  | 447  | 416  | 511  | 707  | 860  | 784  | 752  | 810  | 949  | 797  | 861  | 834  | 632  | 707  | 647  | 656  |
| Knowing Me, Knowing You                           | 541  | 753  | 721  | 904  | 706  | 823  | 759  | 917  | 663  | 746  | 1007 | 941  | 1103 | 1158 | 1368 | 1272 | 1255 | 1221 | 1094 | 822  | 917  | 839  | 790  | 740  | 702  | 757  |
| Lay All Your Love on Me                           | -    | -    | -    | -    | -    | -    | 1259 | 1059 | 896  | 1477 | 692  | 738  | 911  | 961  | 953  | 945  | 1086 | 950  | 911  | 505  | 466  | 404  | 326  | 228  | 199  | 241  |
| Mamma Mia                                         | -    | 616  | -    | 1067 | 673  | 379  | 355  | 485  | 481  | 479  | 366  | 331  | 480  | 567  | 692  | 664  | 769  | 547  | 613  | 325  | 411  | 368  | 315  | 306  | 314  | 375  |
| Money, Money, Money                               | -    | 577  | 1004 | 1284 | 1463 | 1262 | 1051 | 1496 | 1232 | 1264 | 1420 | 1452 | 1354 | 1822 | -    | -    | -    | -    | -    | 1791 | 1786 | 1776 | 1475 | 1358 | 1177 | 1662 |
| One of Us                                         | -    | 851  | 570  | 657  | 536  | 704  | 671  | 777  | 538  | 628  | 1060 | 1099 | 1068 | 1026 | 1284 | 1286 | 1487 | 1472 | 1466 | 897  | 888  | 963  | 817  | 816  | 798  | 701  |
| Ring Ring                                         | -    | -    | 1448 | 1869 | -    | -    | -    | -    | -    | -    | -    | -    | -    | -    | -    | -    | -    | -    | -    | -    | -    | -    | -    | -    | -    | -    |
| SOS                                               | 463  | 640  | 530  | 731  | 728  | 940  | 942  | 1175 | 1098 | 949  | 1082 | 1053 | 1206 | 1377 | 1570 | 1665 | 1725 | 1727 | 1617 | 1277 | 1384 | 1263 | 1071 | 980  | 975  | 918  |
| Summer Night City                                 | -    | 1048 | 867  | 1159 | 1306 | 1528 | 1502 | 1701 | 1582 | 1517 | -    | 1909 | -    | 1909 | -    | -    | -    | -    | -    | -    | -    | 1983 | 1587 | 1573 | 1615 | 1593 |
| Super Trouper                                     | -    | -    | 1176 | 1155 | 832  | 1334 | 1307 | 1407 | 1094 | 1205 | 1531 | 1433 | 1662 | 1801 | 1800 | 1857 | -    | 1746 | 1805 | 974  | 1049 | 981  | 803  | 803  | 733  | 837  |
| Take a Chance on Me                               | -    | 694  | 610  | 1005 | 1257 | 1039 | 1218 | 1294 | 1153 | 1152 | 1397 | 1257 | 1557 | 1334 | 1523 | 1508 | 1397 | 1114 | 1088 | 869  | 805  | 815  | 639  | 636  | 601  | 730  |
| Thank You for the Music                           | 50   | 201  | 264  | 267  | 248  | 210  | 170  | 243  | 137  | 178  | 284  | 310  | 409  | 374  | 460  | 376  | 401  | 378  | 432  | 438  | 416  | 419  | 322  | 376  | 359  | 478  |
| The Day Before You Came                           | 76   | 73   | 65   | 65   | 55   | 91   | 65   | 104  | 44   | 57   | 78   | 91   | 139  | 191  | 183  | 133  | 215  | 275  | 273  | 315  | 317  | 327  | 279  | 327  | 310  | 380  |
| The Name of the Game                              | 750  | 769  | 936  | 1126 | 1481 | 1470 | 1485 | 1648 | 1269 | 1396 | 1442 | 1640 | 1752 | 1500 | 1690 | 1569 | 1673 | 1690 | 1531 | 1151 | 1439 | 1393 | 1231 | 1460 | 1455 | 1761 |
| The Winner Takes It All                           | 35   | 92   | 106  | 103  | 77   | 133  | 113  | 140  | 94   | 107  | 121  | 104  | 176  | 201  | 197  | 135  | 174  | 165  | 192  | 176  | 182  | 141  | 133  | 128  | 130  | 143  |
| Voulez-Vous                                       | -    | -    | 1413 | 1917 | -    | 1801 | 1506 | 1963 | 1964 | 1828 | 1520 | 1692 | 1894 | 1748 | 1889 | 1974 | 1599 | 1550 | 1521 | 987  | 1024 | 828  | 590  | 524  | 465  | 732  |
| Waterloo                                          | 101  | 182  | 467  | 607  | 605  | 512  | 299  | 546  | 419  | 452  | 701  | 728  | 918  | 783  | 836  | 890  | 772  | 742  | 660  | 413  | 438  | 403  | 348  | 367  | 379  | 510  |

1. ↑  Een '-' betekent dat het nummer niet was genoteerd, een '×' betekent dat het nummer nog niet was uitgebracht en een vetgedrukt getal geeft de hoogste notering van een nummer aan.

### JOE FM Hitarchief 2000
| Nummer(s) met noteringen in de JOE FM Hitarchief 2000 | '09  | '10  | '11  | '12  | '13  | '14  | '15  | '16  | '17  | '18  | '19  | '20  | '21  |
| ----------------------------------------------------- | ---- | ---- | ---- | ---- | ---- | ---- | ---- | ---- | ---- | ---- | ---- | ---- | ---- |
| Dancing queen                                         | 8    | 5    | 5    | 2    | 3    | 3    | 3    | 1    | 2    | 3    | 2    | 3    | 4    |
| Mamma Mia                                             | 207  | 122  | 101  | 79   | 71   | 76   | 59   | 64   | 63   | 63   | 148  | 90   | 71   |
| Voulez-Vous                                           | 297  | 198  | 204  | 165  | 149  | 139  | 128  | 136  | 143  | 149  | 550  | 414  | 230  |
| Thank You For The Music                               | 345  | 1012 | 1013 | 1053 | 946  | 886  | 855  | 776  | 750  | 721  | 207  | 129  | 177  |
| Knowing Me, Knowing You                               | 437  | 1209 | 1125 | 1188 | 1062 | 980  | 958  | 1105 | 1136 | 1111 | 519  | 243  | 108  |
| I Have A Dream                                        | 518  | 318  | 336  | 307  | 256  | 261  | 239  | 409  | 383  | 382  | 286  | 206  | 341  |
| Fernando                                              | 525  | 917  | 844  | 760  | 626  | 559  | 485  | 554  | 529  | 506  | 384  | 329  | 390  |
| Chiquitita                                            | 591  | 424  | 424  | 359  | 276  | 292  | 273  | 317  | 291  | 302  | 302  | 267  | 275  |
| The Winner Takes It All                               | 71   | 57   | 49   | 54   | 41   | 41   | 38   | 32   | 32   | 23   | 19   | 25   | 26   |
| Take A Chance On Me                                   | 153  | 135  | 121  | 98   | 117  | 93   | 101  | 85   | 84   | 78   | 225  | 179  | 127  |
| Money, Money, Money                                   | 627  | 305  | 270  | 237  | 175  | 196  | 275  | 263  | 257  | 255  | 431  | 288  | 293  |
| S.O.S.                                                | 664  | 949  | 874  | 886  | 728  | 674  | 529  | 707  | 856  | 857  | -    | 1195 | 619  |
| Gimme! Gimme! Gimme! (A Man After Midnight)           | 780  | 367  | 313  | 264  | 216  | 232  | 198  | 192  | 199  | 196  | 573  | 448  | 202  |
| Waterloo                                              | 947  | 642  | 532  | 447  | 326  | 340  | 311  | 455  | 418  | 412  | 125  | 120  | 59   |
| Summer Night City                                     | 1058 | 960  | 937  | 940  | 780  | 697  | 618  | 975  | 1021 | 1000 | 611  | 577  | 879  |
| Super Trouper                                         | 1236 | 1606 | 1444 | 1496 | 1366 | 1293 | 1345 | 1528 | 1580 | 1562 | 1310 | 727  | 1068 |
| Eagle                                                 | 1356 | 1499 | 1417 | 1423 | -    | -    | -    | -    | -    | -    | 189  | 168  | 319  |
| The Day Before You Came                               | 1443 | 1589 | 1522 | 1583 | 1623 | 1681 | 1665 | 1631 | 1656 | 1638 | 765  | 561  | 515  |
| The Name Of The Game                                  | 1499 | 1802 | 1407 | 1347 | 1283 | 1228 | 1155 | 1297 | 1312 | 1290 | 864  | 680  | 357  |
| Ring Ring                                             | 1608 | 1407 | 1750 | 1756 | -    | -    | -    | -    | -    | -    | 1167 | 1171 | 1592 |
| One Of Us                                             | 1709 | 1558 | 1498 | 1518 | 1430 | 1393 | 1489 | 1714 | 1781 | 1755 | 1083 | 751  | 796  |
| Does Your Mother Know?                                | 1852 | 1397 | 1239 | 1305 | 1176 | 1107 | 1124 | 1388 | 1366 | 1348 | 643  | 225  | 147  |
| Lay All Your Love On Me                               | -    | 1705 | 1619 | 1645 | 1721 | 1812 | 1780 | 1942 | 1986 | 1969 | 816  | 587  | 416  |
| I Do, I Do, I Do, I Do, I Do                          | -    | -    | -    | -    | 1867 | 1904 | 1927 | -    | -    | -    | -    | -    | 1403 |
| Honey Honey                                           | -    | -    | -    | -    | 1076 | 1993 | 1969 | -    | -    | -    | 1918 | 1244 | 1270 |
| Don't Shut Me Down                                    | -    | -    | -    | -    | -    | -    | -    | -    | -    | -    | -    | -    | 1105 |
| I Still Have Faith In You                             | -    | -    | -    | -    | -    | -    | -    | -    | -    | -    | -    | -    | 1732 |

### Dvd's
| Dvd's met hitnoteringen in de DVD Top 30 | Datum van verschijnen | Datum van binnenkomst | Hoogste positie | Aantal weken | Opmerkingen |
| ---------------------------------------- | --------------------- | --------------------- | --------------- | ------------ | ----------- |
| The Definitive Collection                | 15 juli 2002          | 8 maart 2003          | 2               | 66           |             |
| ABBA in Concert                          | 29 maart 2004         | 10 april 2004         | 17              | 8            |             |
| 16 Hits                                  | 2006                  | 19 augustus 2006      | 11              | 7            |             |
| Number Ones                              | 24 november 2006      | 13 januari 2007       | 27              | 2            |             |
| ABBA in Japan                            | 2009                  | 30 oktober 2009       | 20              | 1            |             |

| Dvd's met hitnoteringen in de Vlaamse Ultratop muziek-dvd top 10/20 | Datum van verschijnen | Datum van binnenkomst | Hoogste positie | Aantal weken | Opmerkingen |
| ------------------------------------------------------------------- | --------------------- | --------------------- | --------------- | ------------ | ----------- |
| ABBA in Concert                                                     | 2004                  | 29 mei 2004           | 6               | 11           |             |
| ABBA Gold: Greatest Hits                                            | 2005                  | 11 juni 2005          | 6               | 3            |             |
| ABBA: The Movie                                                     | 2005                  | 15 oktober 2005       | 6               | 5            |             |
| ABBA in Japan                                                       | 2009                  | 31 oktober 2009       | 1(1wk)          | 5            |             |